# Paya (Colômbia)

Localização de Paya no departamento de Boyacá.

Paya é um município no departamento de Boyacá, na Colômbia.